# مقاطعة كورييل (تكساس)

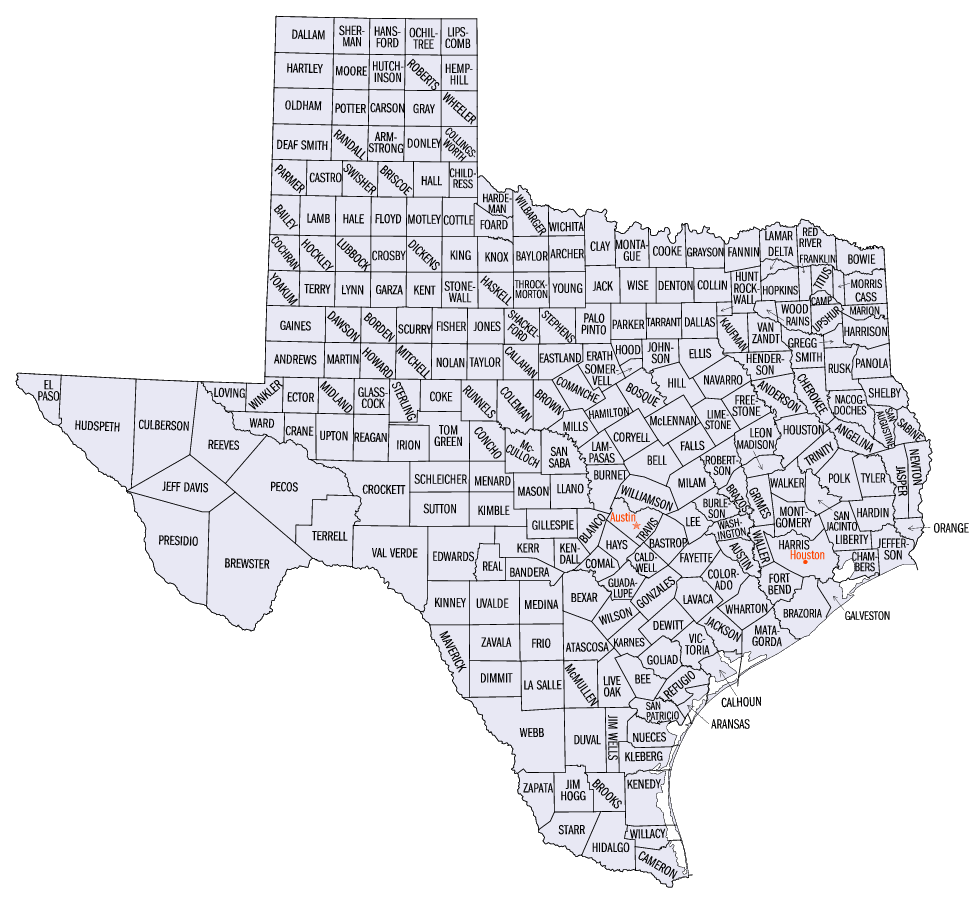
خارطة مقاطعات تكساس

مقاطعة كورييل (بالإنجليزية: Coryell  County)‏ هي إحدى المقاطعات في ولاية تكساس، الولايات المتحدة الأمريكية.

## أعلام
- جون كريد مور
- جون فرانكلين أرمسترونغ